# Jacobus Lips

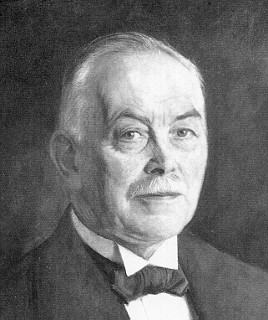
Ca. 1910

Jacobus (Koos) Lips (Rotterdam, 21 september 1847 – aldaar, 20 oktober 1921) was een Nederlands ondernemer. Hij was de grondlegger van de firma Lips die brandkasten, kluisdeuren, sloten, stalen meubelen en beveiligingssystemen produceerde.

## Biografie en ontwikkeling van de Firma Lips tot 1921
Jacob Lips werd geboren als zoon van Bernardus Lips, meestersmid te Rotterdam en producent van brandkisten (later brandkasten), en Helena Christina Abel.

### 1870 Botgenstraat
In 1870 ging hij te voet van Rotterdam naar Dordrecht en kocht daar twee naast elkaar gelegen pandjes aan de Botgenstraat van smid Van de Boom, waarin hij in 1871 zijn eigen smederij annex winkel begon. Jacobus Lips, kortweg Koos genoemd, begon daar met de verkoop van fornuizen, emmers, kachels en brandkasten, die in die tijd "brandwaarborgkasten" worden genoemd.
Een jaar later heeft hij al vier knechten en twee jongens in dienst die een toenemend aantal opdrachten te verwerken krijgen. In datzelfde jaar trouwt Koos Lips met Maria Johanna Teeuwen.

### 1883 Groenmarkt
Het pand is al spoedig te klein en in 1883 verhuist het bedrijf naar een herenhuis aan de Groenmarkt waar in 1893 de toen 15-jarige zoon Bert in de zaak komt. In 1895 zijn aan de Groenmarkt 22 man werkzaam. De sterke groei vraagt om steeds meer ruimte en het koetshuis in de tuin wordt omgebouwd tot een werkplaats van 220 m².

### 1899 Spuiweg

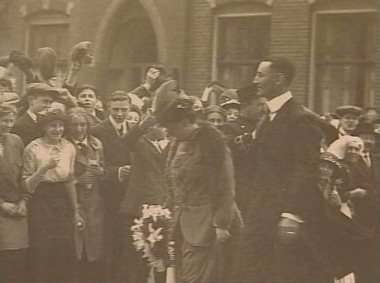
Koningin Wilhelmina en Vincent Eras

In 1899 liet Koos Lips aan de Spuiweg in Dordrecht een nieuwe brandkastenfabriek bouwen, waar 47 werknemers voor de firma actief waren. Op initiatief van Vincent Eras (die later met een dochter van Koos Lips is getrouwd) werd in 1902 de fabricage van, tot dan toe ingekochte, brandkastsloten ter hand genomen en later ook van sloten voor de bouwbranche. In 1911 werd een aparte slotenfabriek gebouwd aan de Burgemeester Raedtsingel, tegenover de brandkastenfabriek. In 1906 trad de in Delft afgestudeerde zoon Jan Lips als medefirmant aan.
Op 12 oktober 1910 opende Prins Hendrik de naar hem genoemde brug over het Wantij (een zijrivier van de Merwede), waarna hij de Lips-fabrieken bezocht. Rond 1910 werden dochterondernemingen opgericht in België, Engeland en Italië.
In 1913 bracht Koningin Wilhelmina een bezoek aan de Lips-fabrieken.

### 1920 Merwedestraat[1]
In 1920 start de firma Lips de bouw van twee nieuwe fabrieken aan de Merwedestraat in het Industriegebied De Staart. De brandkastenfabriek wordt in 1920 als eerste in gebruik genoemen en in 1921 volgt de sleutelfabriek.
Als Koos Lips in 1921 overlijdt komt de leiding van de firma in handen van zijn zonen Bert, Jan en Han en schoonzoon Vicent Eras.

## Familie[3]
Jacobus Lips (21 september 1847-20 oktober 1921), zoon van Bernardus Lips en Helena Christina Abel, huwde 15 augustus 1872 Maria Johanna Teeuwen (30 augustus 1850-16 februari 1941), dochter van Hendricus Teeuwen (eigenaar van een wasserij te Dordrecht) en Anna Sibenthal (afkomstig uit Maastricht). Het echtpaar had 8 kinderen, van wie er 3 jong stierven. De overige kinderen waren;
- Bernardus Henricus (1878-1949) gehuwd met Maria Francisca, dochter Bernard Wilking (oprichter van de Fa. A. Wilking te Hulst), geen kinderen
- Anna Helena (1880-1950), huwde Vincent Eras (1878-1955), zoon van Jacobus Eras, textielfabrikant te Tilburg
- Johannes Petrus (1885-1983), gehuwd met Margaretha, dochter Bernard Wilking (oprichter van de Fa. A. Wilking te Hulst)
- Henricus Johannes (1889-1961, gehuwd met Emily Albers (1897-1986) (kleindochter van de Margarine fabrikant François Albers en de Spijkerfabrikant Henricus van Thiel
- Elisabeth Anna (1891-1943), ongehuwd.[4]

## Trivia
- Zijn achterkleindochter, kleindochter van Vincent Eras, huwde Prof. Dr. Anton Dreesmann.